# João-bobo

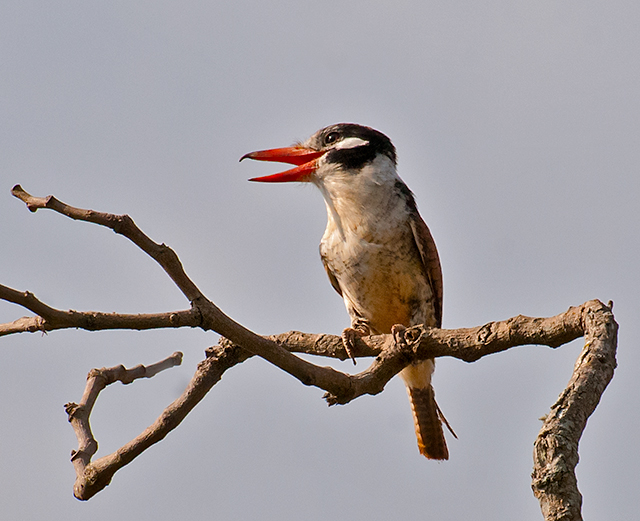
João-bobo em Extrema, Minas Gerais

Barbudo-d'orelhas-brancas ou joão-bobo (nome científico: Nystalus chacuru) é uma ave piciforme da família Bucconidae. É encontrada na Argentina, Bolívia, Brasil, Paraguai e Peru, onde habita florestas tropicais e subtropicais secas, florestas tropicais e subtropicais úmidas, matas de galeria e cerrados.

## Descrição
O joão-bobo é uma ave arredondada e rechonchuda, com uma cabeça relativamente grande, uma coroa marrom-escura barrada e um bico alaranjado com ponta preta. A ave tem plumagem dorsal marrom, com pintas e barras castanhas-escuras, e o peito é salpicado de preto e branco. A parte superior do peito é branca, estendendo-se até um colarinho branco estreito a médio em volta do pescoço. Há uma mancha branca na orelha de tamanho médio, e que é circundada em preto. As partes inferiores são de cor creme, canela, esbranquiçado a acinzentado com listras pretas. Possui uma cauda de tamanho médio em marrom escuro e levemente graduada, com barras estreitas e bem espaçadas, e ponta pálida. Mede cerca de 21–22 cm de comprimento e pesa entre 48–64 g.

## Distribuição e habitat
A espécie ocorre do alto rio Madeira (Amazonas, Maranhão, Nordeste do Brasil e leste do Peru), ao Rio Grande do Sul, Paraguai, Bolívia e Argentina. Também é comum em partes do Sudeste e Centro-oeste do Brasil, onde concentra-se na região do Cerrado e no litoral sudeste do Atlântico do norte do estado da Bahia, cobrindo grande parte do Pantanal oriental e norte, e áreas do sul da Caatinga. A espécie é bastante comum na Bolívia, mas é incomum na Argentina. No Peru, a espécie é rara, mas local, onde é encontrada em várias localidades amplamente dispersas: o Vale de Mayo (talvez nenhum registro recente), os Vales do Mantaro, Apurímac e Urubamba em altitudes entre 1000 e 2200 m.
Habita principalmente áreas abertas, o estrato médio e borda de floresta tropical seca, borda de cerradão, vegetação secundária, floresta de galeria, floresta aberta, pastagem arborizada, campos, cerrado, savana tropical, matagal, e campos abertos com vegetação dispersa; também pode ser encontrada em cafezais, ao lado de ferrovias e em ruas arborizadas em subúrbios rurais.

## Dieta
Sua dieta aparenta ser oportunista e consiste primariamente em artrópodes e pequenos vertebrados, como lagartos, anfíbios (incluindo rãs venenosas) e até pequenos marsupiais. Alimenta-se de invertebrados como vespas sociais, besouros, lepidópteros, homópteros e outros insetos, e também larvas de insetos, milípedes, centopeias, escorpiões, e até onicóforos e caranguejos.

## Nome popular
A origem do nome popular "joão-bobo" vem do fato de que, quando se sente ameaçada, a ave permanece imóvel, mas quando é apanhada pelo predador, finge-se de morto para escapar. Também é conhecida pelos nomes de capitão-de-bigode, chacuru, chicolerê, colhereiro, dormião, dorminhoco, fevereiro, jacuru, joão-tolo, jucuru, macuru, paulo-pires, pedreiro, rapazinho-dos-velhos, sucuru e tamatiá.

## Subespécies
Duas subespécies são reconhecidas:
- Nystalus chacuru uncirostris - encontrado no leste do Peru, nordeste da Bolívia e Brasil adjacente.
- Nystalus chacuru chacuru - encontrado no nordeste, leste e sul do Brasil, leste do Paraguai e nordeste da Argentina (Misiones).